# Dušan Kuciak
Dušan Kuciak, né le 21 mai 1985 à Žilina en Tchécoslovaquie, est un footballeur international slovaque qui joue comme gardien de but.

## Carrière
- 2001-2002 : Ozeta Dukla Trenčín  Slovaquie
- 2002-2008 : MŠK Žilina  Slovaquie
  - jan. 2005-2005 : West Ham United  Angleterre (prêt)
- 2008-2011 : FC Vaslui  Roumanie
- 2011-jan. 2016 : Legia Varsovie  Pologne
- fév .2016-jan. 2017 : Hull City  Angleterre
- depuis fév. 2017 : Lechia Gdańsk  Pologne

## Palmarès
Avec le MŠK Žilina
- Champion de Slovaquie en 2007

Avec le Legia Varsovie
- Champion de Pologne en 2013, 2014 et 2016
- Vainqueur de la Coupe de Pologne en 2012 et 2015

Avec le Lechia Gdańsk
- Vainqueur de la Supercoupe de Pologne en 2019

## Sélections
- 13 sélections avec la sélection slovaque depuis 2006.